# Galatasaray Magazine
Galatasaray Magazine - en turc Galatasaray Dergisi - est un magazine sportif officiel créé par le club omnisports de Galatasaray SK. Le magazine est un mensuel. Le premier numéro est publié en juin 2002. Il a la particularité d'être le premier magazine sportif créé par un club de sport en Turquie, aussi il est le premier magazine qui a la possibilité d'être lu sur le site internet de e-mecmua. Le contenu du magazine est très vaste, a peu près plus de 100 pages par parution, il va du reportage avec les joueurs professionnels jusqu'à l'actualité du mois...
Il est tiré au nombre de 100 000 exemplaires par mois sans compter les ventes sur le site internet de e-mecmua.